# Padenia duplicana
Padenia duplicana är en fjärilsart som beskrevs av Walker 1863. Padenia duplicana ingår i släktet Padenia och familjen björnspinnare. Inga underarter finns listade i Catalogue of Life.